# Супранівський Володимир Якович
Супранівський Володимир Якович (16 травня 1891, с. Соколівці — ?) — український ливарник дзвонів, літературознавець, перекладач.

## Життєпис
Супранівський народився в сім'ї дзвонарів, предки яких понад 400 років виливали дзвони у селі Соколівці Буського району, переїхавши сюди з Наддніпрянщини. Батько Володимира мав вищу богословську освіту.
Після закінчення народної школи в рідному селі трохи навчався у Бродівській і Золочівській класичних гімназіях, потім закінчив шестикласну чоловічу школу в Буську, а з 1907 по 1913 роки практикував і працював у книгарні Наукового Товариства ім..Шевченка у Львові. За цей час він приватно закінчив гімназію, відвідував лекції в університеті, жив в Академічному домі. Ще юним гімназистом Супранівський вкладав свою любов, свою працю, свої копійчані заощадження практиканта і бібліотекаря у книгарні НТШ, щоб прославити ім'я Кобзаря, у двадцятирічному віці зібрав і видав у Золочеві поетичну антологію «На вічну пам'ять Тарасови Шевченкови» (1911). Саме в ці роки зробив великий внесок у вітчизняне франкознавство. В.Супранівський був знайомий з Іваном Франком, вивчав його твори і літературну діяльність. У 1913 р. у Львові видав брошуру «Житє і твори Івана Франка» (1913).
В жовтні 1913 року був призваний до австрійської армії, брав участь у Першій світовій війні і в січні 1915 р. потрапив у Карпатах до російського полону, який відбув на Слобожанщині. Звільнившись з полону у квітні 1918 року, працював в агрономічному відділі Зміївської повітової народної управи. Згодом брав участь у визвольних змаганнях. Повернувся В. Супранівський у Галичину в березні 1920 року. Деякий час переховувався від поляків, а потім знову працював у книгарні НТШ; в 1921—1924 роках навчався в Українському таємному університеті. Після його заборони повернувся в рідне село, працював секретарем сільської управи, згодом був звільнений з роботи поляками. До 1939 року завідував родинною ливарнею дзвонів. У 1939—1942 роках обирався головою сільради і війтом села, навіть був депутатом Народних Зборів Західної України.
За часів німецької окупації - активний колаборант, був солтисом у Соколовці до квітня 1942, потім у 1943 р. за протекцією відомого на Золочівщині адвоката Теодора Ваньо влаштовується на посаду секретаря сільської громади (ляндимайнде) в сусідньому с. Ожидів. Після повернення Радянської влади в серпні 1944 року і до кінця життя перебував на нелегальному становищі ОУН. З метою оберегти письменника від переслідувань НКВС, а його родину від виселення в Сибір у серпні 1944 р. на пропозицію місцевої самооборони ОУН В. Супранівський дав згоду на перехід в підпілля. А з часом зв'язок з Супранівським був втрачений. Про його перебування знали лише брат і сестри, а також люди, яких або вже нема, або вони ще бояться говорити про те, що знали.
Протягом всього цього часу займався літературною діяльністю, популяризацією українських класиків, твори яких на історичну тематику переклав з російської мови, складанню читанки, українського словника, не обминув своєю увагою і царини етнографії та фольклору. 
У частково збереженому його архіві, який віднайшла Наталія Цемрюк у колишній хаті Супранівських, збереглася радянська газета «Вільна Україна» від 13 жовтня 1964 року із статтею «Соколівська новина», в якій згадувалося про його смерть від рук буржуазних націоналістів. Далекі родичі і старожили Соколівки стверджували, що В. Супранівського таємно поховали на території батьківської хати його молодший брат і сестри. Пошуки могили з метою перепоховання останків поки що не дали результатів. Віднайдені в Соколівці документи особистого архіву письменника свідчать, що останні його збережені записи датовані 16 березням 1955 року. Можливо, що частина архіву збереглася в інших місцях. Про умови життя В Супранівського в часи перебування в підпіллі немає точних даних.

## Творчість
Особиста творчість
- На вічну пам'ять Тарасові Шевченкові (1911)
- Житє і твори Івана Франка" (1913)

Переклади
Переклав українською такі твори як «Тарас Бульба», «Мазепа», «Запорожці у Сарогоссі». Працював також над перекладом на українську мову творів Кнута Гамсуна, Івана Вазова, Янки Купали, Миколи Некрасова, Пантелеймона Куліша.